# IC 2909
IC 2909 ist eine elliptische Galaxie vom Hubble-Typ E? im Sternbild Löwe an der Ekliptik. Sie ist schätzungsweise 867 Millionen Lichtjahre von der Milchstraße entfernt.
Das Objekt wurde am 27. März 1906 von Max Wolf entdeckt.